# Hagridʼs Magical Creatures Motorbike Adventure
Hagridʼs Magical Creatures Motorbike Adventure in den Universal Studios Islands of Adventure (Orlando, Florida, USA) ist eine Stahlachterbahn des Herstellers Intamin, die am 13. Juni 2019 eröffnet wurde. Sie befindet sich an der Stelle, an der sich zuvor Dragon Challenge befand.
Die 1540,2 m lange Strecke erreicht eine Höhe von 19,8 m. Ein Teil der Strecke ist als Dark Ride konzipiert. Die Züge werden per LSM beschleunigt. Dazu gibt es auf der Strecke zwei rollende Abschüsse und fünf Boosts. Außerdem gibt es einen vertikalen Rollback und eine 5,2 m hohe Fallschiene.

## Züge
Hagridʼs Magical Creatures Motorbike Adventure besitzt zwölf Züge mit jeweils sieben Wagen. In jedem Wagen können zwei Personen (eine Reihe) Platz nehmen. Die Wagen eines Zuges sind wie Motorräder mit Beiwagen gestaltet. Das Besondere dabei ist, dass der Fahrer auf dem Motorrad auch in einer Motorradposition sitzt, während der Fahrer im Beiwagen auf einem klassischen Sitz sitzt.

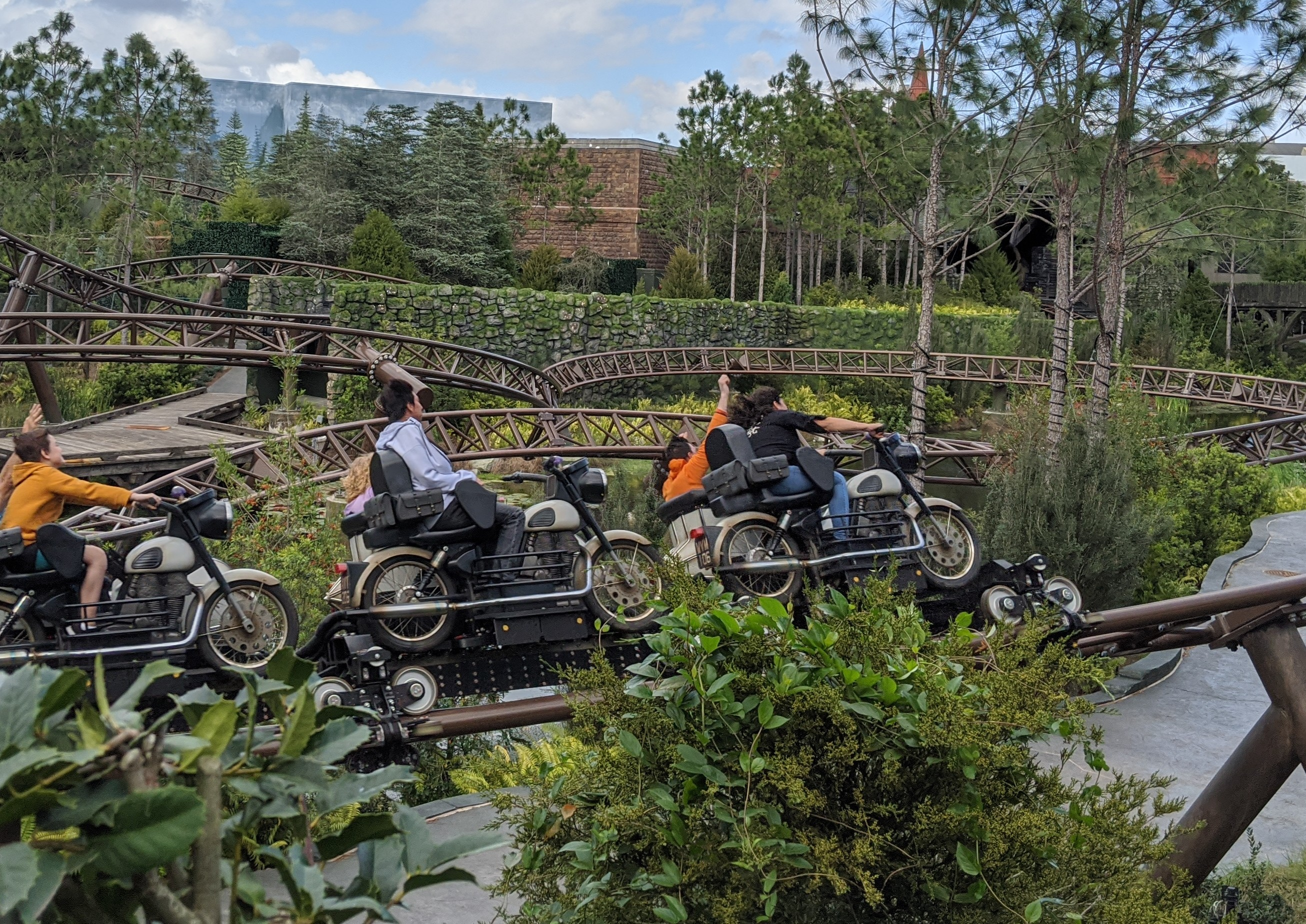
Ein Zug